# 太平 (彰化縣)
太平，是臺灣彰化縣埔心鄉的一個傳統地域名稱，位於該鄉東南部。相較於今日行政區，其範圍大致包括太平村、經口村。

## 歷史
台灣清治末期至日治初期，太平地區為一街庄，稱為「太平庄」，隸屬於武西堡。該庄西北與大埔心庄為鄰，北與瓦磘厝庄為鄰，東與田中央庄為鄰，南邊為崙仔庄、五汴頭庄，西邊為大溝尾庄。
1901年（日治明治三十四年）11月，全台廢縣廳改設二十廳，該庄隸屬於彰化廳。1903年（明治三十六年）6月，該庄編入「大埔心區」，隸屬於彰化廳。1909年（明治四十二年）10月，合併二十廳為十二廳，大埔心區改隸屬於臺中廳。1920年（大正九年），該庄改制為「太平」大字，隸屬於臺中州員林郡坡心庄。
戰後坡心庄改制為埔心鄉，隸屬於臺中縣，大字亦改制為村。1950年10月，中、彰、投分治，埔心鄉改隸屬彰化縣。

## 聚落
本地區發展較早的聚落有徑口厝（經口厝）、太平等，在日治期初期的官方地圖上已有記載。此外，本地區尚有鳥巢聚落。

## 交通
省道台76線即「東西向快速公路－漢寶草屯線」，是員林大排兩側高架道路，目前僅通行埔鹽至草屯路段，大致以西北—東南走向經過本地區東北部邊界地帶。由該道路向西北轉北北西再轉西北可前往溪湖東北端、埔鹽與大村交界地帶及國道1號埔鹽系統交流道、埔鹽與秀水交界地帶、埔鹽與福興交界地帶並止於埔鹽交流道，向東南轉東南東可前往員林南部、南投西北部、草屯西南部並止於國道3號中興系統交流道。縣道144號是與省道台76線併行的員林大排兩側平面道路。由該道路向西北至省道台76線埔鹽交流道後可續行前往福興西北部並止於省道台61線福興交流道，向東南則止於員林南部縣道137號路口。
縣道148號（員鹿路三段、中正路一段）是王功至草屯的道路，大致以西南西—東北東走向經過太平地區極北點附近地帶。由該道路向西南西轉西可前往埔心市區、國道1號員林交流道、溪湖、二林北部、芳苑的王功等地，往東北東可前往員林、芬園、草屯等地。
鄉道彰80線（太平路、明聖路一段、九分路、自強路）是大溝尾至林厝的道路，其西側端點位於本地區西部邊界處的彰87線路口。由此向東蜿蜒而行，經鄉道彰85-1線終點路口後轉東北再轉東南，至鄉道彰85線終點路口轉南再轉東南，至鄉道彰85-1線起點路口轉東微北沿本地區南部邊界東側而行，出境後可前往崙子與田中央交界地帶、田中央、田中央與大饒交界地帶、大饒、柴頭井與番子崙交界地帶並止於縣道137號路口。
鄉道彰85線（明聖路二段）是瓦磘厝至太平的道路，其南側端點位於本地區東南部鄉道彰80線路口。由此向北蜿蜒而行，經與員林大排併行的省道台76線高架橋下及縣道144號路口後出境，可前往瓦磘厝並止於縣道148號路口。
鄉道彰85-1線（武聖路）是埔心至太平的道路，其北側端點位於本地區極北點的縣道148號路口。由此向南南西轉南南東再轉南蜿蜒而行，可止於本地區中部偏南的太平國小西北側鄉道彰80線路口。
鄉道彰87線（永坡路二段～一段）是埔心至永靖的道路，大致以北微西－南微東走向轉北北西—南南東走向經過本地區西邊界地帶。由該道路向北微西轉西北再轉北微東可前往埔心市區並止於縣道148號路口，向南南東可前往永靖市區並止於省道台1線路口。

## 學校
- 太平國小

## 景點
- 太平茄苳公（茄苳公）